# San José Kibá
San José Kibá  es una localidad del Conkal en el estado de Yucatán localizado en el sureste de México.

## Toponimia
El nombre (San José Kibá) hace referencia a José de Nazaret y Kibá proviene del maya yucateco.

## Hechos Históricos
- Su construcción data del siglo siglo XVIII.
- Actualmente se llama San José Kibá.

## Demografía
Según el censo de 2005 realizado por el INEGI, la población de la localidad era de 5 habitantes.
| 307                         | ? | ? | ? | 5 |
| (Fuente: INEGI [Consultar]) |   |   |   |   |

## Galería

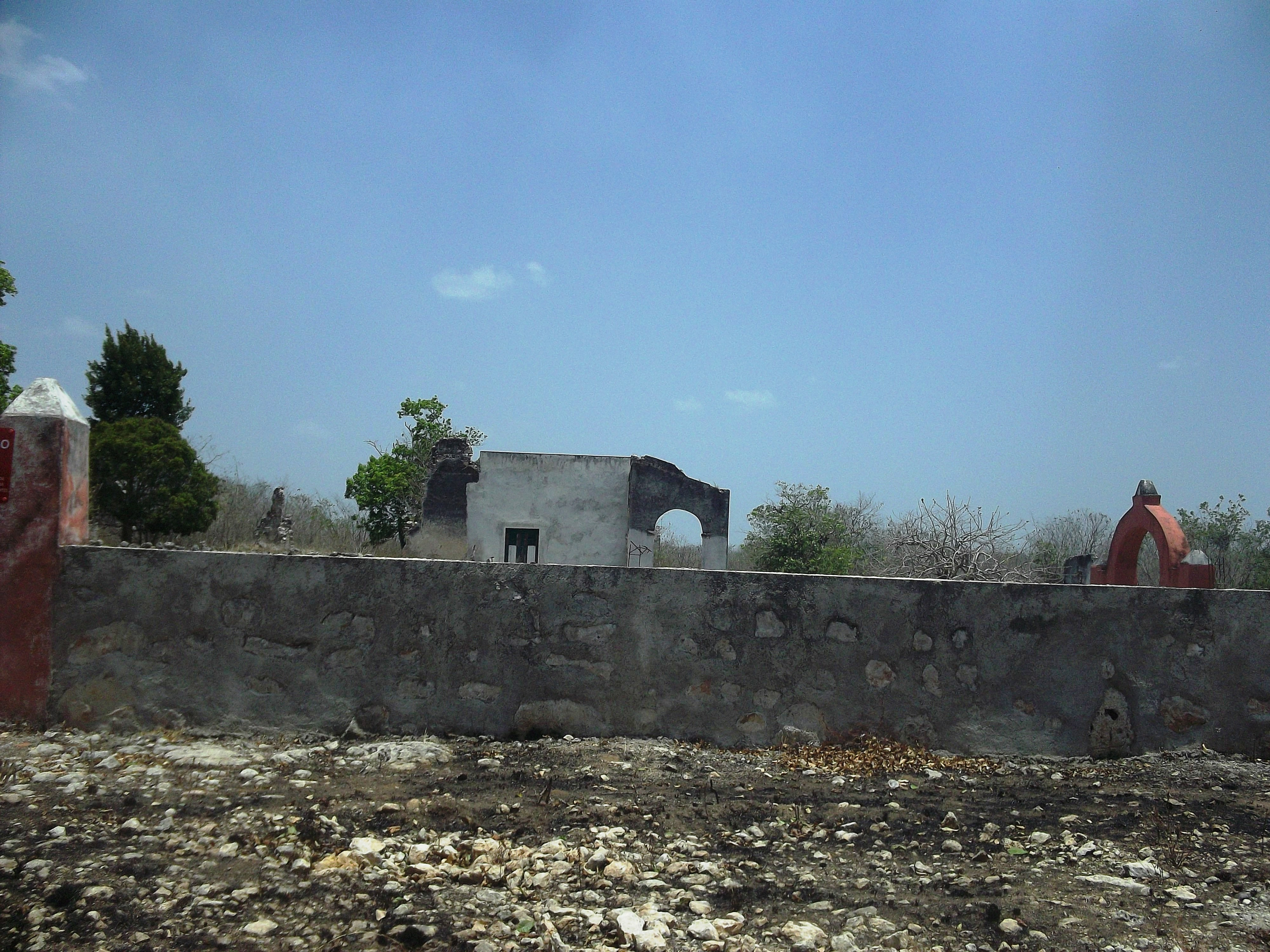
Vista.
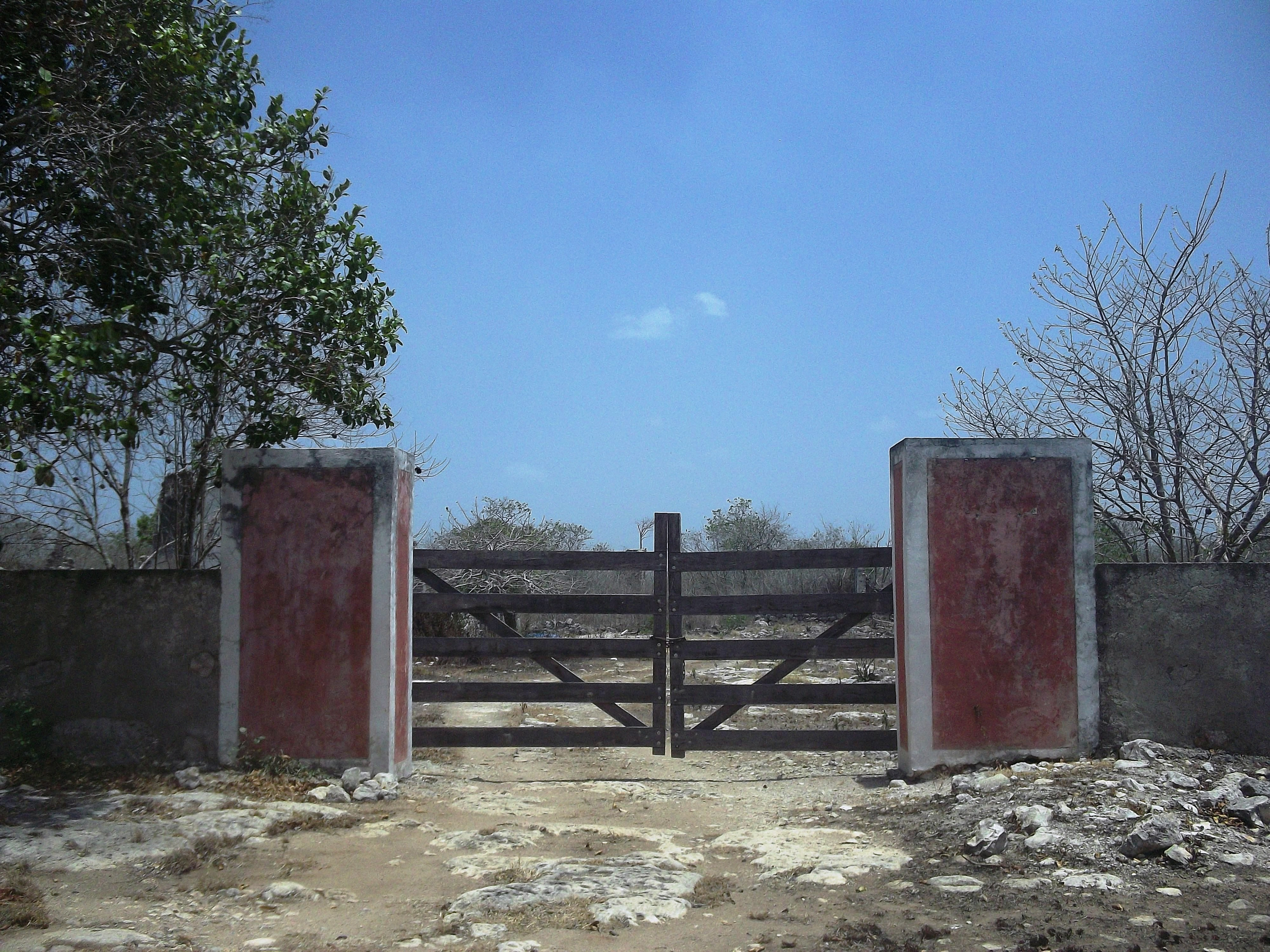
Vista.
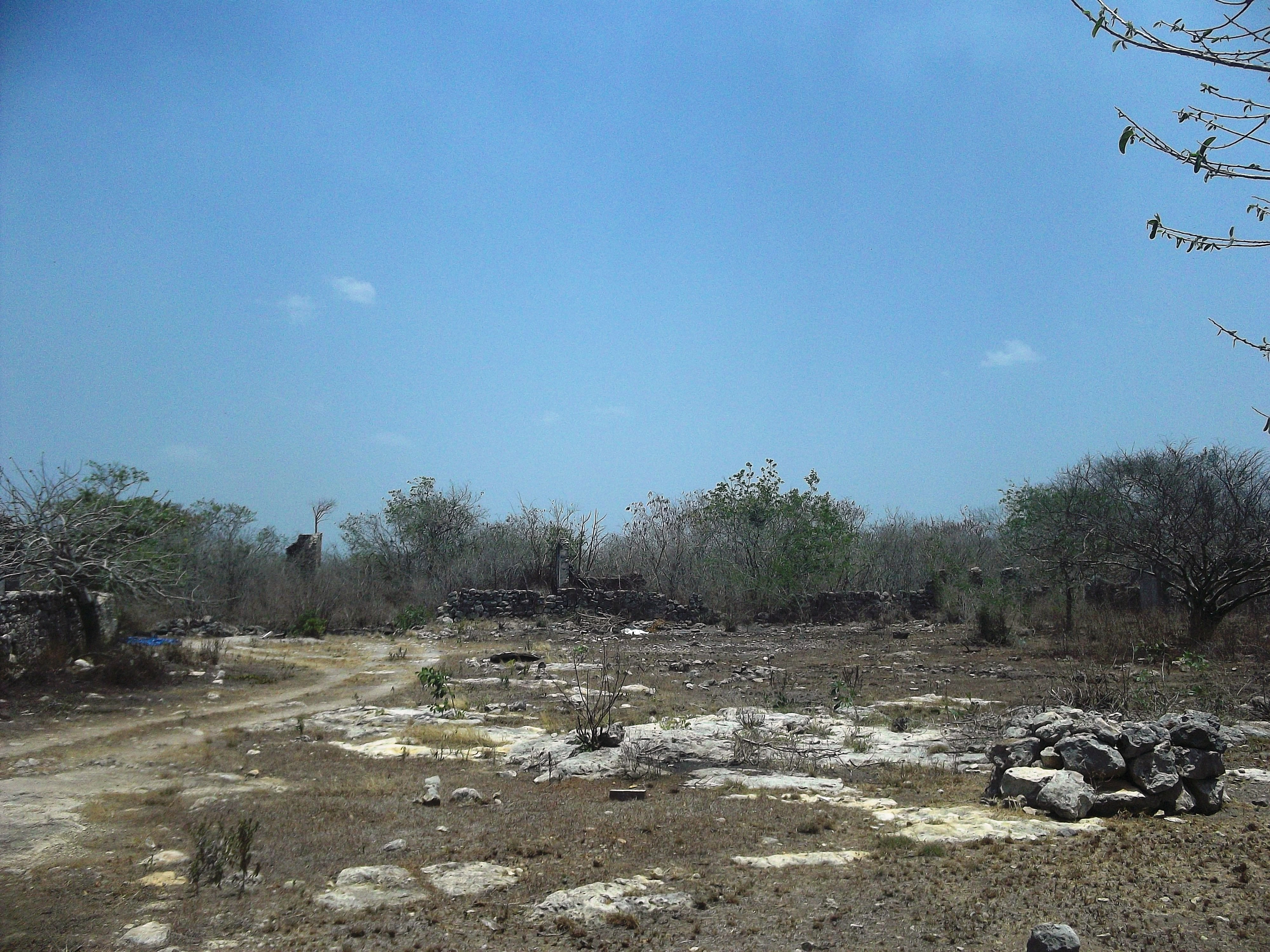
Vista.
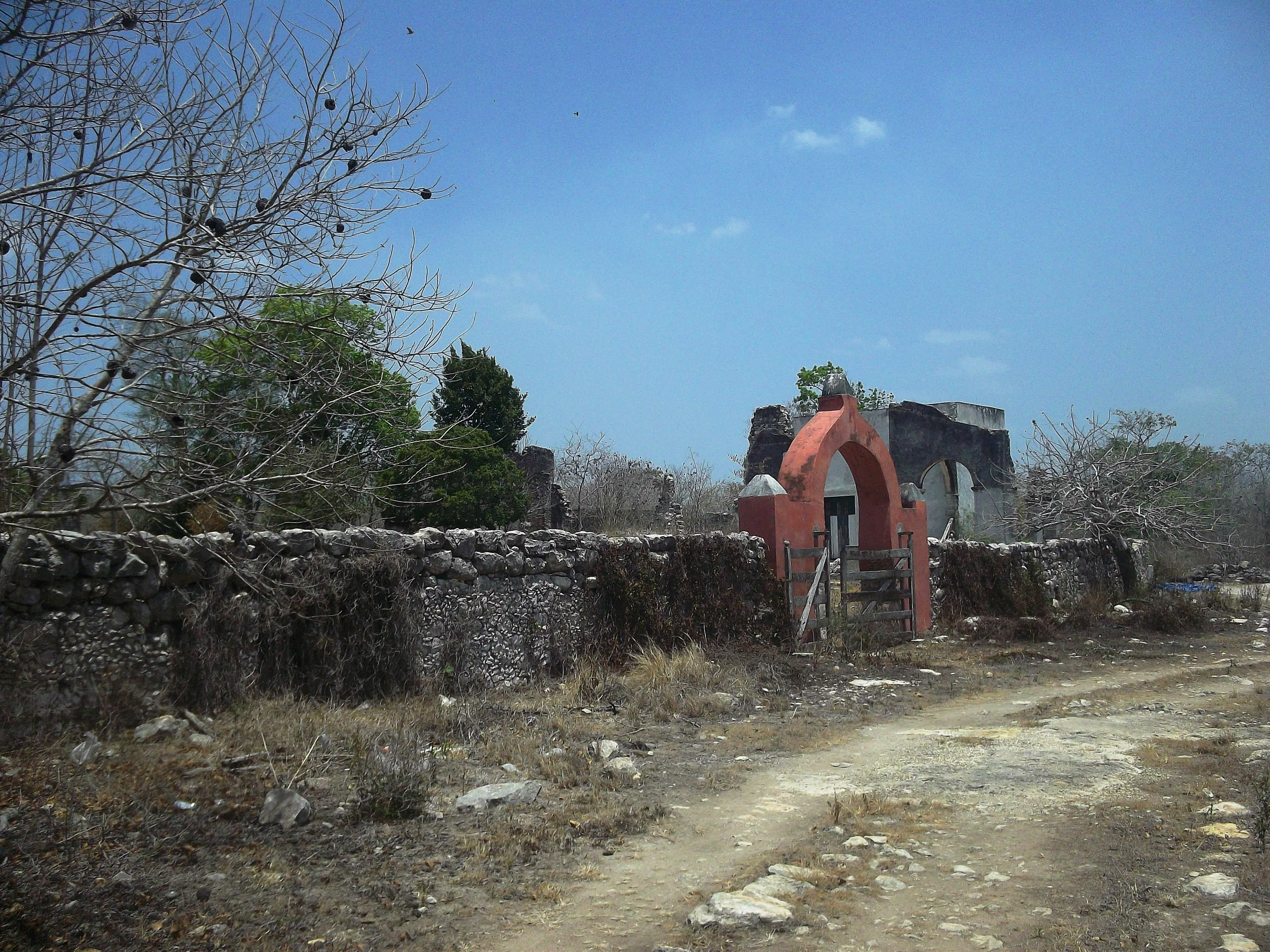
Vista.
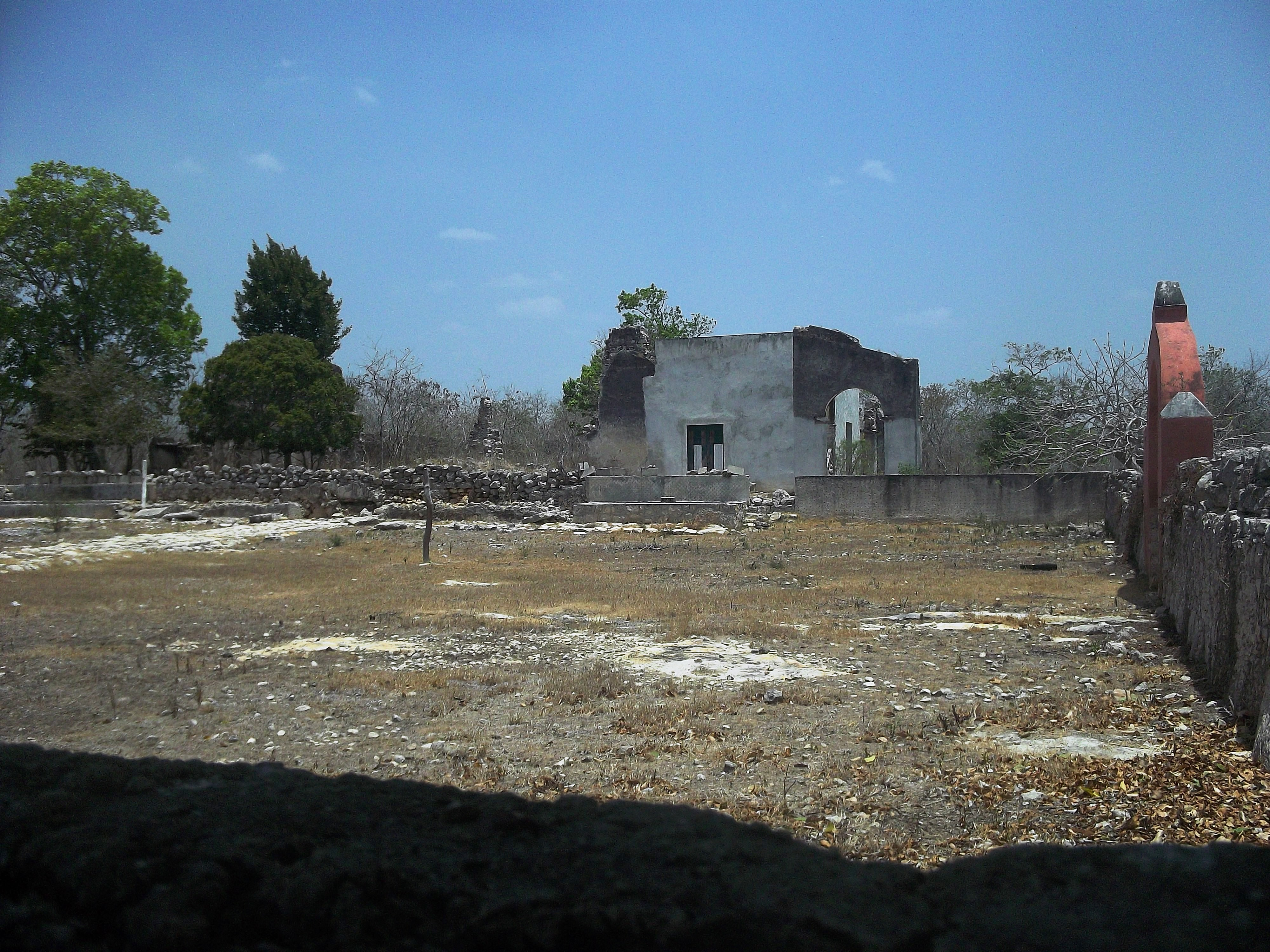
Vista.
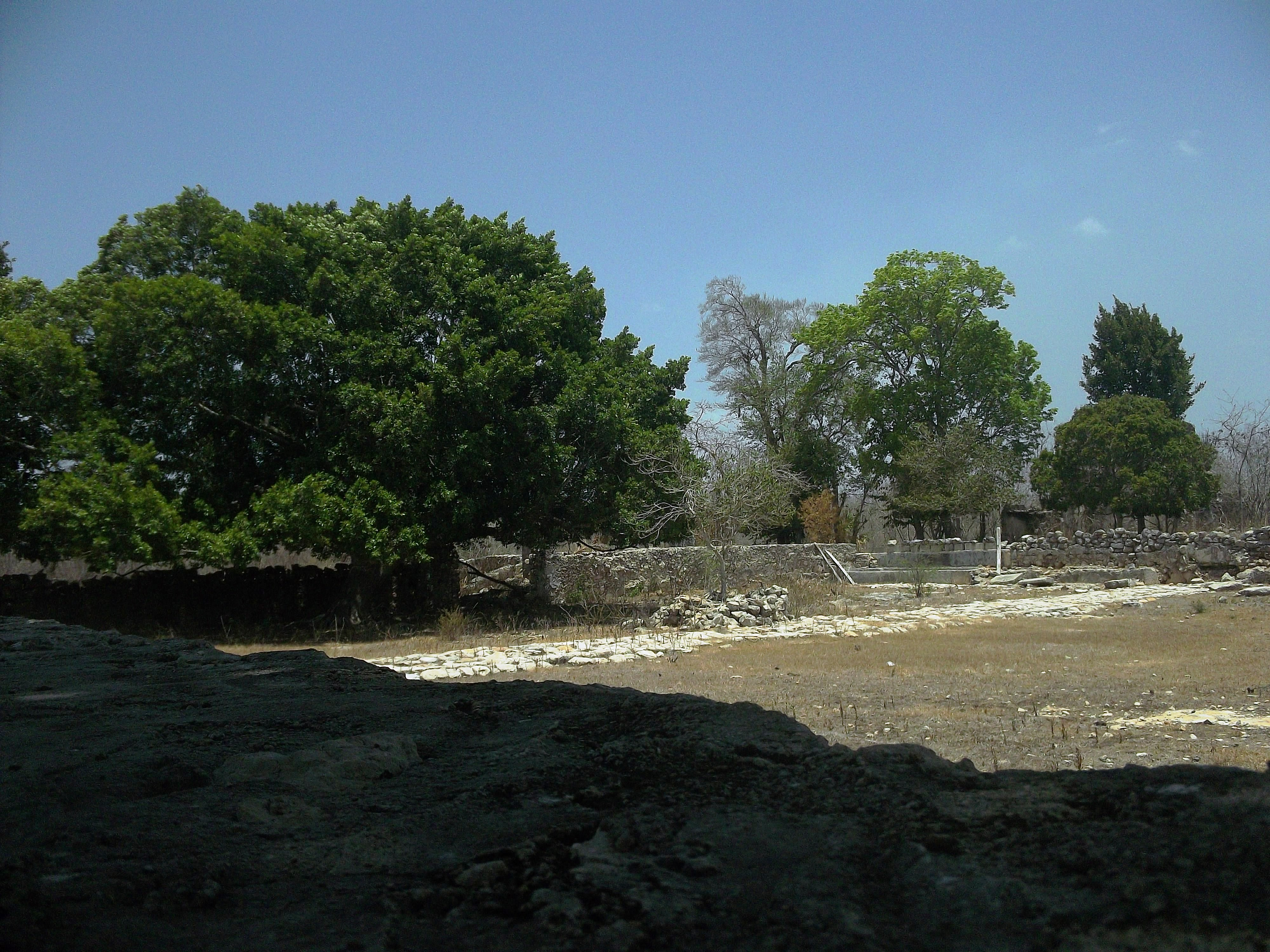
Vista.
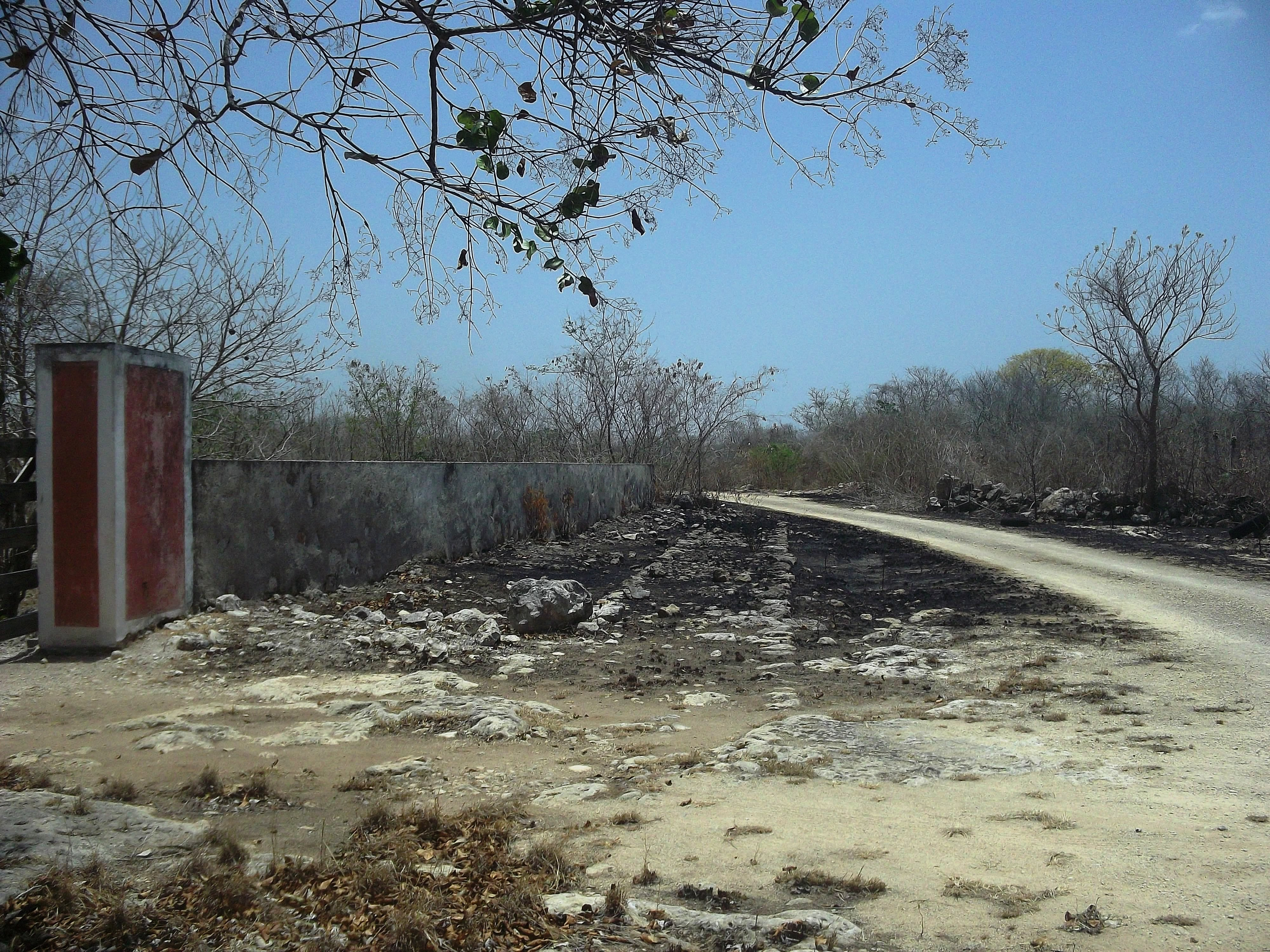
Vista.
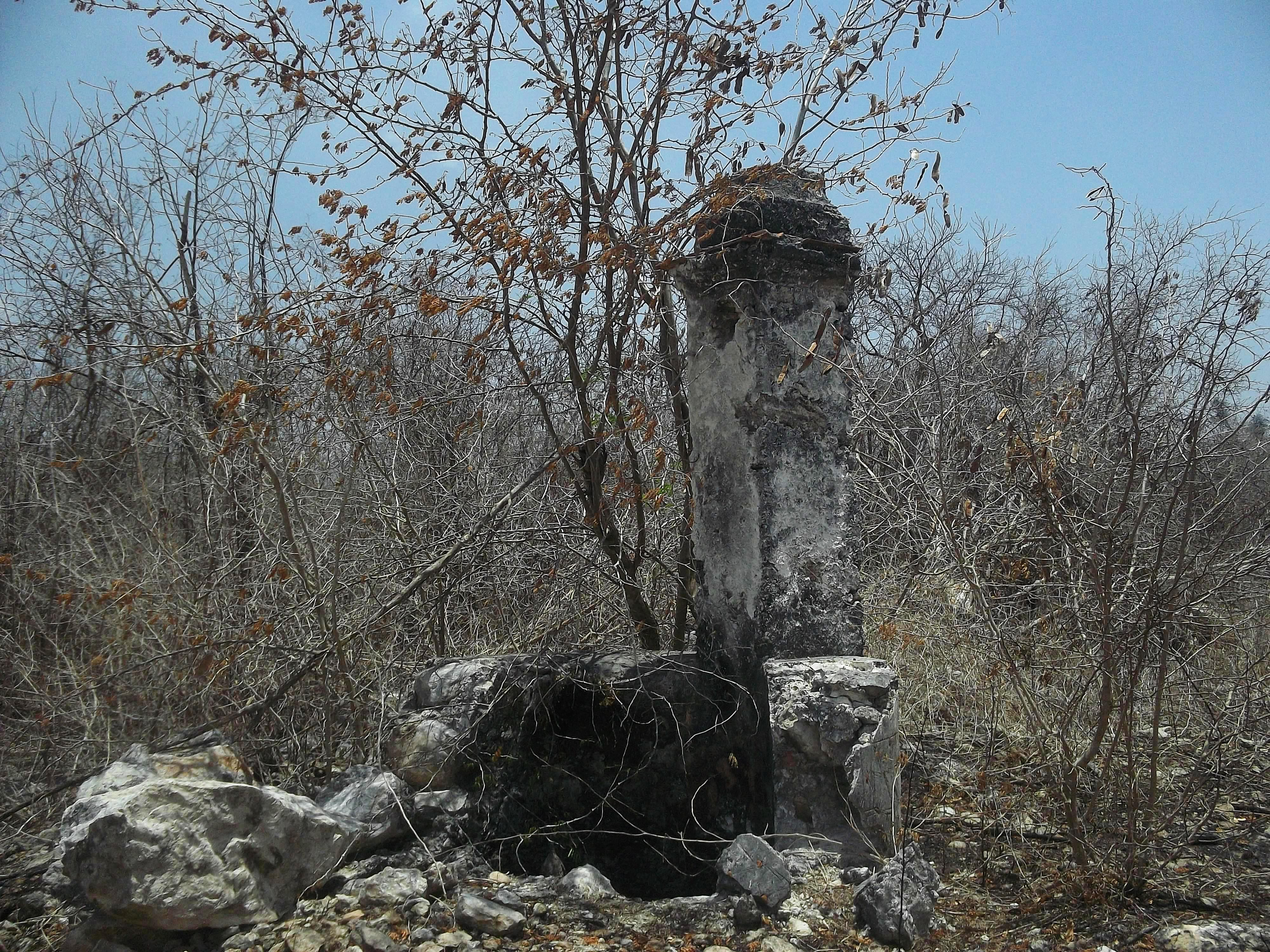
Vista.
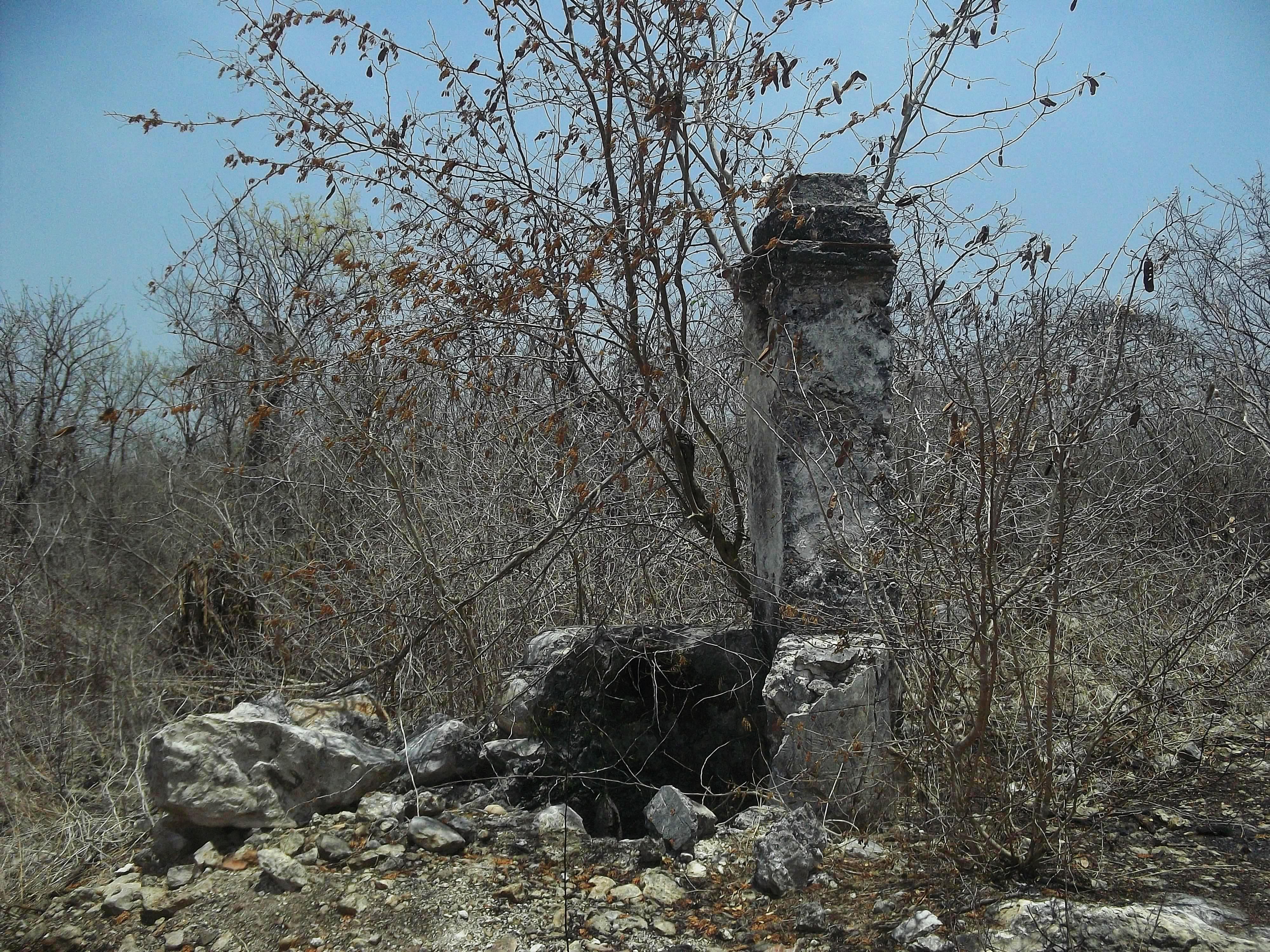
Vista.
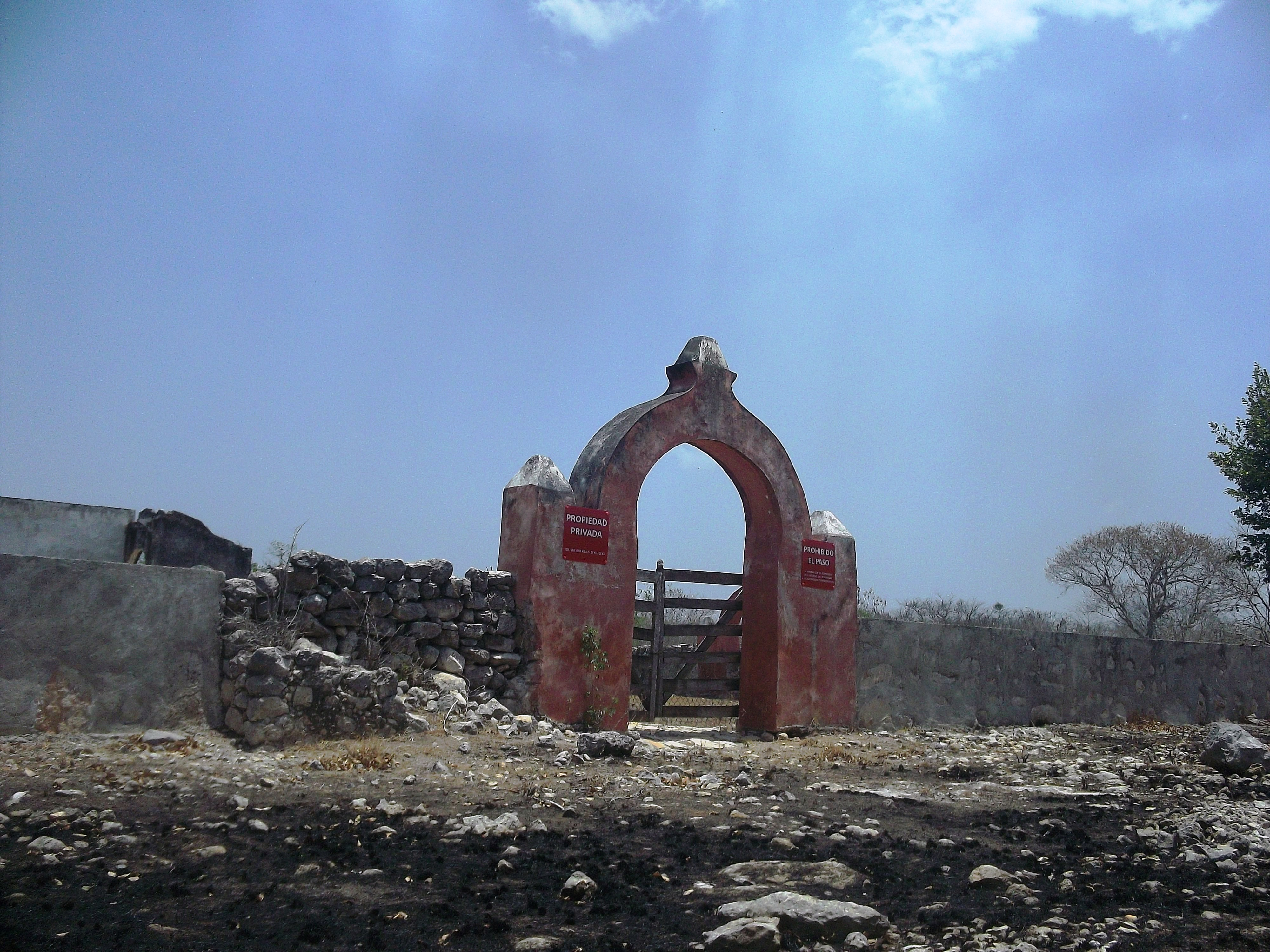
Vista.
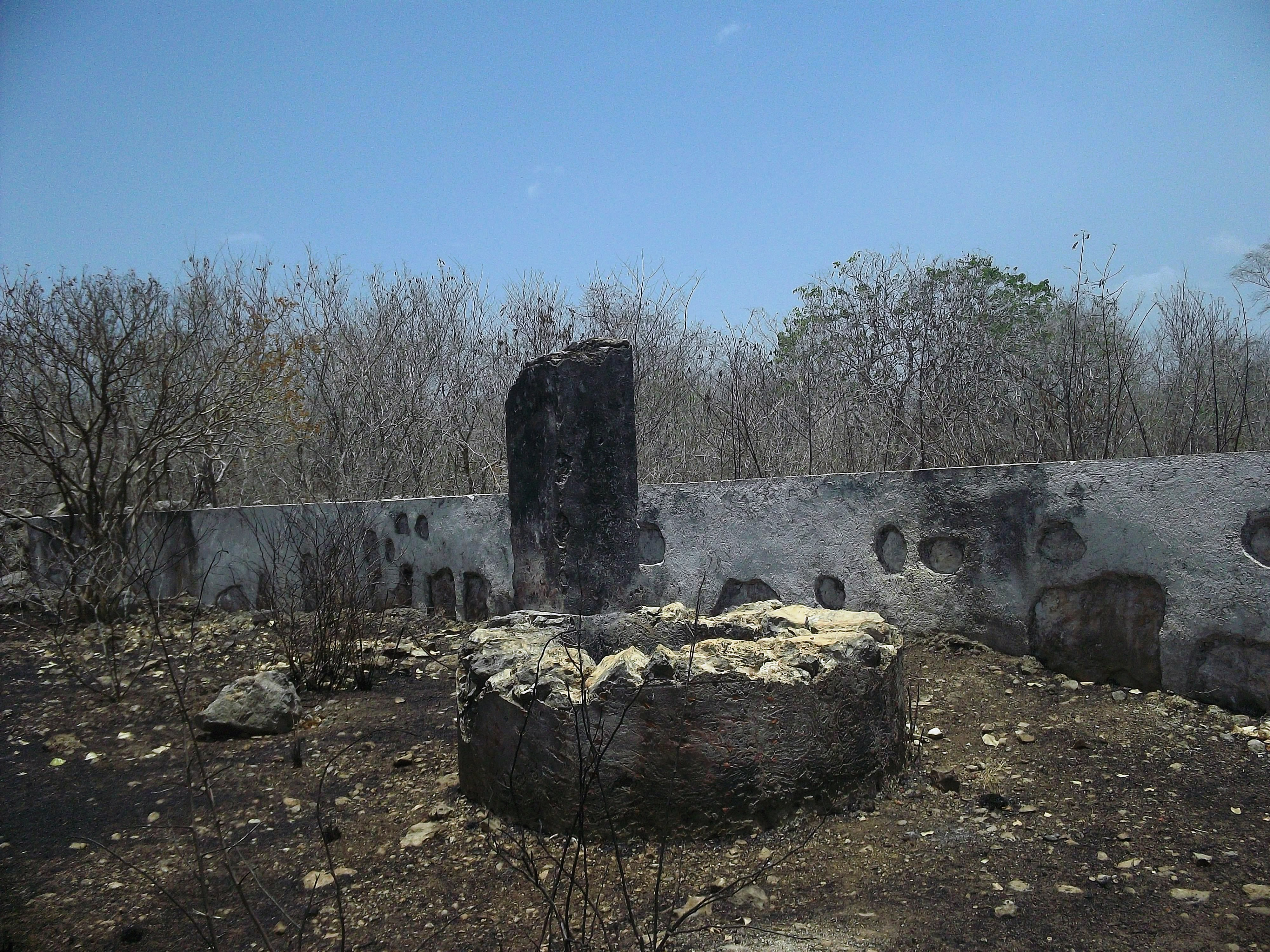
Vista.
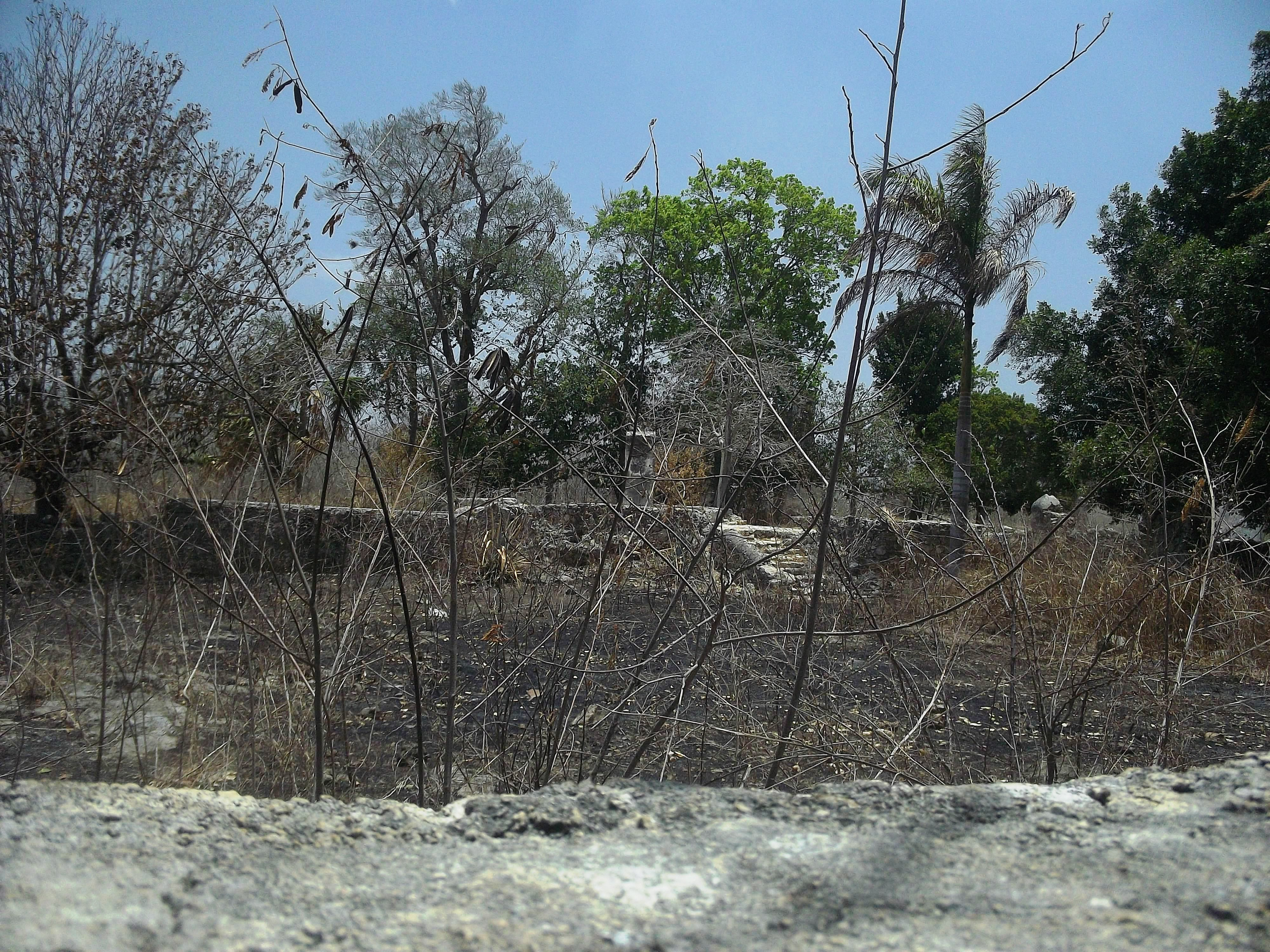
Vista.
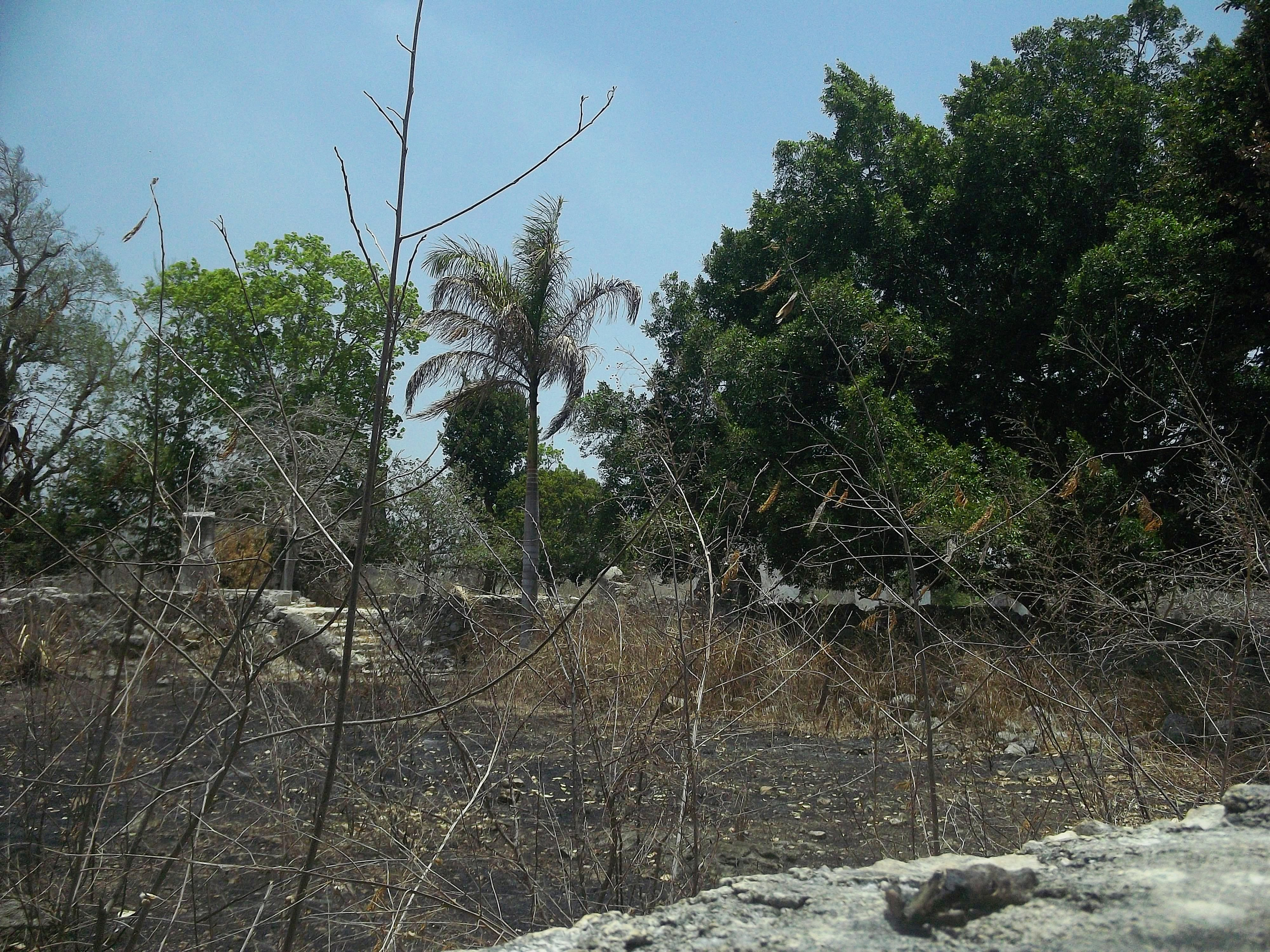
Vista.
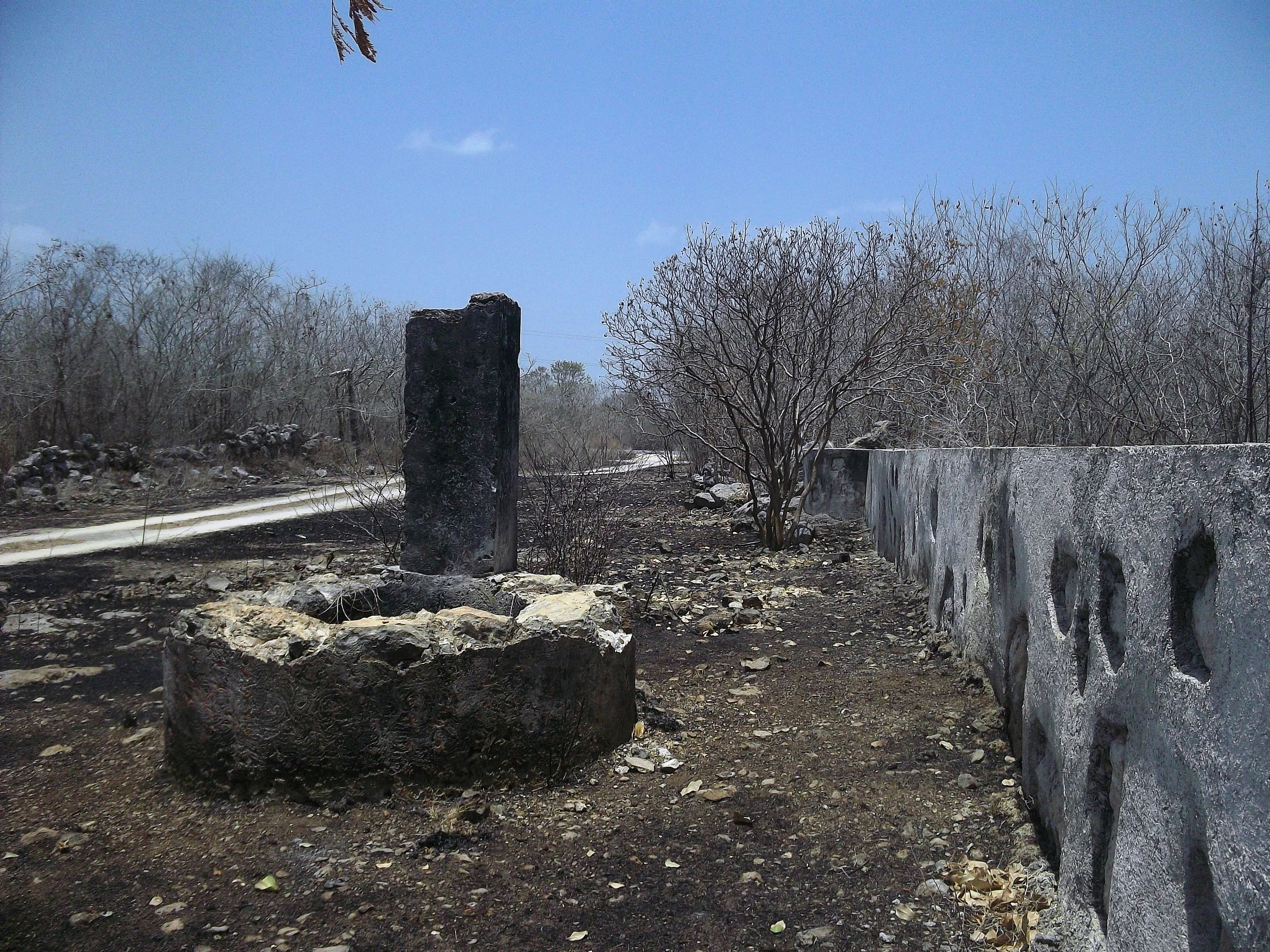
Vista.
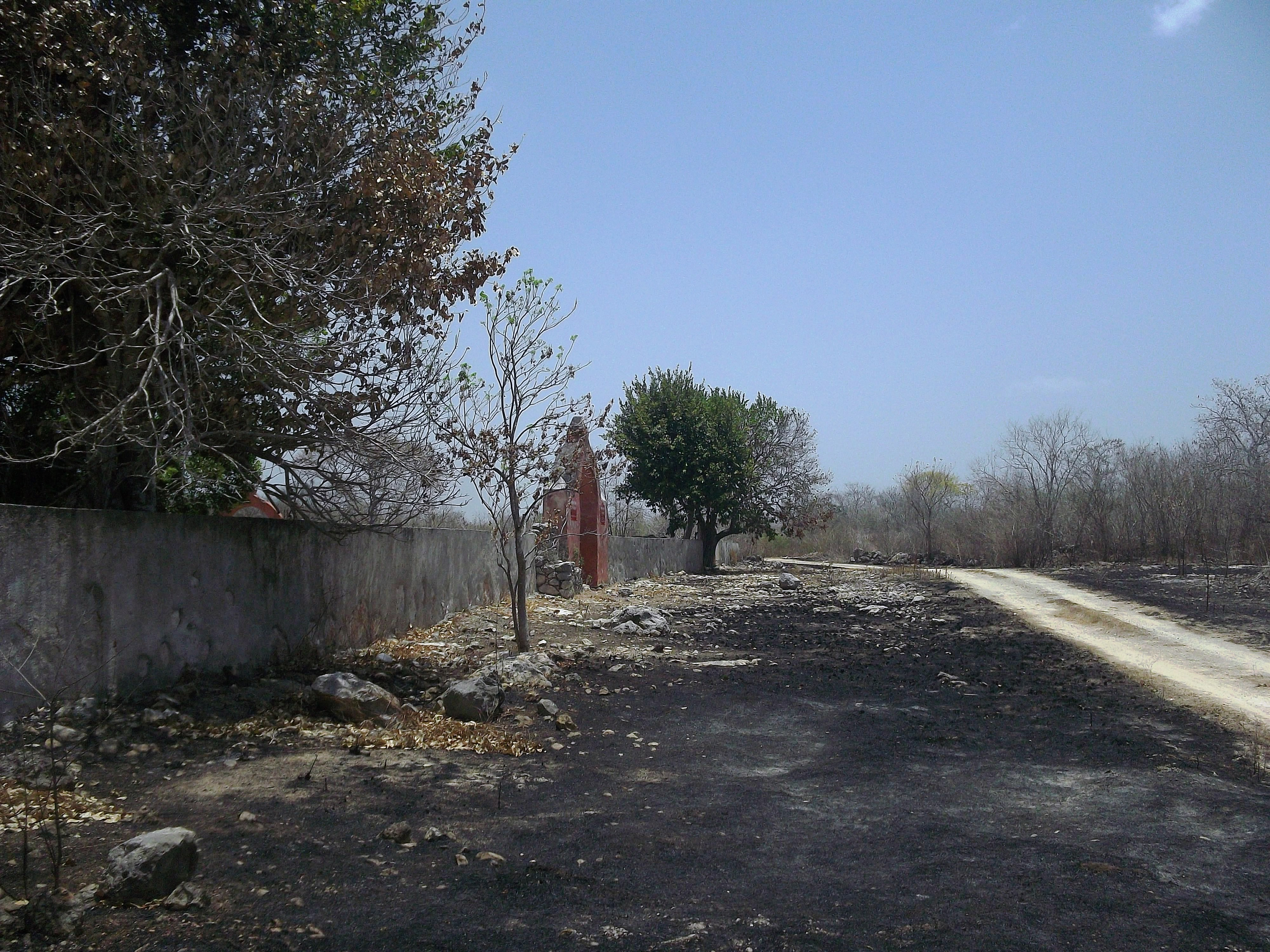
Vista.